# برناردو باس
برناردو باس هو محامي وسياسي أرجنتيني، ولد في 22 أكتوبر 1919، وتوفي في 2 مارس 1991. انتخب وزير العمل ‏ الأرجنتين (15 مايو 1963 – 12 أكتوبر 1963) وانتخب حاكم الدولة قرطبة (1970 – 1971) وانتخب Federal interventor of Córdoba ‏.